# Louis Charles Touchain de la Lustière
Louis Charles Touchain de la Lustière, né le 18 avril 1741 à Rumigny (Ardennes), mort le 24 octobre 1821 à Rubécourt-et-Lamécourt  (Ardennes), est un militaire français de la Révolution et de l’Empire.

## États de service
Il commence sa carrière comme cadet dans le corps des volontaires étrangers le 1er juin 1756, et il fait la campagne de 1758, sur les côtes de Bretagne, sous les ordres du duc d’Aiguillon. Après la dissolution des volontaires royaux, en 1759, il entre le 6 décembre 1760, comme lieutenant  dans le bataillon des milices de Mézières, qui est licencié à la paix de 1763.
Le 1er janvier 1765, il est admis à l’école du génie de Mézières, en qualité de lieutenant en second, et le 1er janvier 1767, il en sort avec le grade d’ingénieur (lieutenant en premier). Il reçoit son brevet de capitaine le 1er janvier 1777, et le 1er janvier 1782, il embarque à Brest, sur l’escadre de Guichen, pour participer à l’expédition des Indes occidentales commandée par le marquis de Bussy.
Le 13 juin 1783, il prend part à la bataille de Gondelour, et il se fait remarquer lors d’une sortie le 24 du même mois. Lors de son séjour en Inde, il est envoyé sur l’île de Ceylan, pour arrêter avec le gouvernement hollandais de cette colonie, un plan général de défense qui obtient l’approbation des gouvernements français et hollandais. Il obtient le 18 juin 1786, une pension de 500 livres sur le trésor, pour services rendus.
De retour en France le 5 mai 1790, il est nommé major le 23 octobre suivant, et lieutenant-colonel le 1er avril 1791. Employé le 1er mai 1792, à la direction du génie à Sedan, il est muté à Lille le 2 août 1793, pour s’occuper des travaux de défense de cette place. Le 16 décembre 1793, il devient chef de brigade, directeur des fortifications au Havre, et le 18 avril 1795, il est envoyé à Sedan.
Le 21 novembre 1798, il est appelé à Paris, pour faire partie du comité central des fortifications, et le 20 avril 1799, il est mis en non-activité. Il est fait chevalier de la Légion d’honneur le 11 décembre 1803, et officier de l’ordre le 14 juin 1804. Nommé, peu de temps après, électeur du département des Ardennes, il est admis à la retraite le 14 septembre 1810. 
Il est créé baron de l’Empire le 13 février 1811.
Il meurt le 24 octobre 1821, à Rubécourt-et-Lamécourt. 

## Majorat
- Manoir de La Chapelle à Lamecourt dans l’arrondissement de Sedan, d’un revenu de 5 000 francs.

## Armoiries
| Figure | Nom du baron et blasonnement |
| ------ | --- |
|        | Armes du baron Louis Charles Touchain de la Lustière et de l'Empire, décret du 25 juillet 1810, lettres patentes du 13 février 1811, officier de la Légion d'honneur Écartelé, au premier d'azur à l'étoile en abîme d'argent, au deuxième des barons tirés de l'armée, au troisième de gueules à l'épi d'or, au quatrième d'azur à la cuirasse surmontée d'un casque taré de profil, le tout d'or. Livrées : les couleurs de l'écu. |

## Sources
- A. Lievyns, Jean Maurice Verdot, Pierre Bégat, Fastes de la Légion-d'honneur, biographie de tous les décorés accompagnée de l'histoire législative et réglementaire de l'ordre, Tome 3, Bureau de l’administration, 1844, 529 p. (lire en ligne), p. 246.
- « Cote LH/2615/30 », base Léonore, ministère français de la Culture
- « La noblesse d’Empire » (consulté le 14 avril 2016)
- Vicomte Révérend, Armorial du premier empire, tome 4, Honoré Champion, libraire, Paris, 1897, p. 318.
- Léon Hennet, État militaire de France pour l’année 1793, Siège de la société, Paris, 1903, p. 312.